# اووید (کلرادو)
اووید (به انگلیسی: Ovid) شهری در ایالت کلرادو کشور ایالات متحده آمریکا است که جمعیت آن در سرشماری سال ۲۰۱۰ میلادی، ۳۱۸ نفر بوده‌است.